# Головчак-лісовик
Головчак-лісовик (Carterocephalus silvicola) — вид денних метеликів родини Головчаки (Hesperiidae).

## Поширення
Вид поширений у помірній зоні Центральної і Східної Європи та Північної Азії. В Україні спостерігався у Львівській, Київській, Житомирській та Чернігівській областях.

## Опис
Довжина переднього крила 12-15 мм. Розмах крил 22-28 мм. Передні крила рудого забарвлення з коричневими плямами. У самиці рудого кольору в забарвленні менше, а темні елементи візерунка розширені.

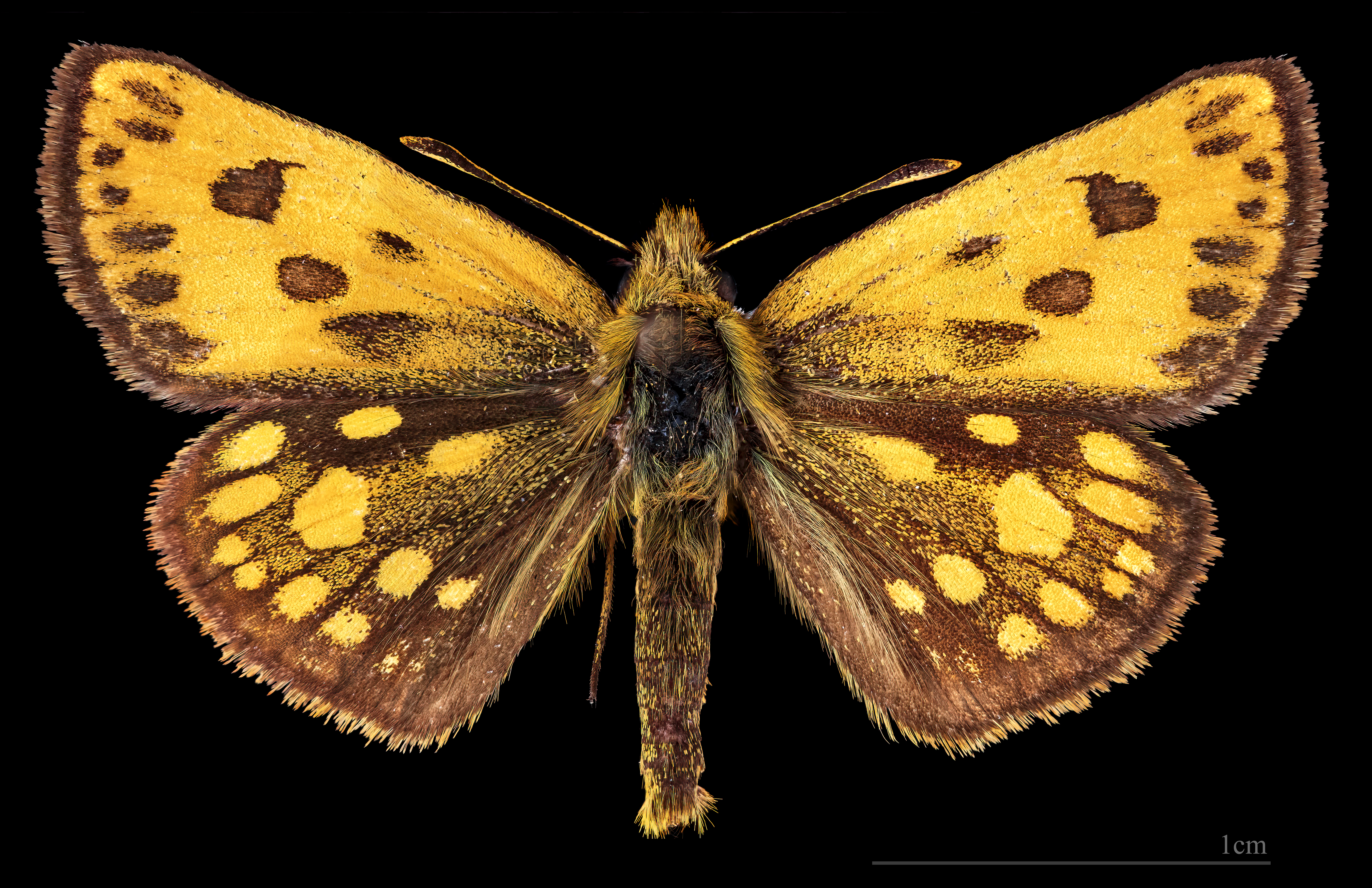
Carterocephalus silvicola ♂
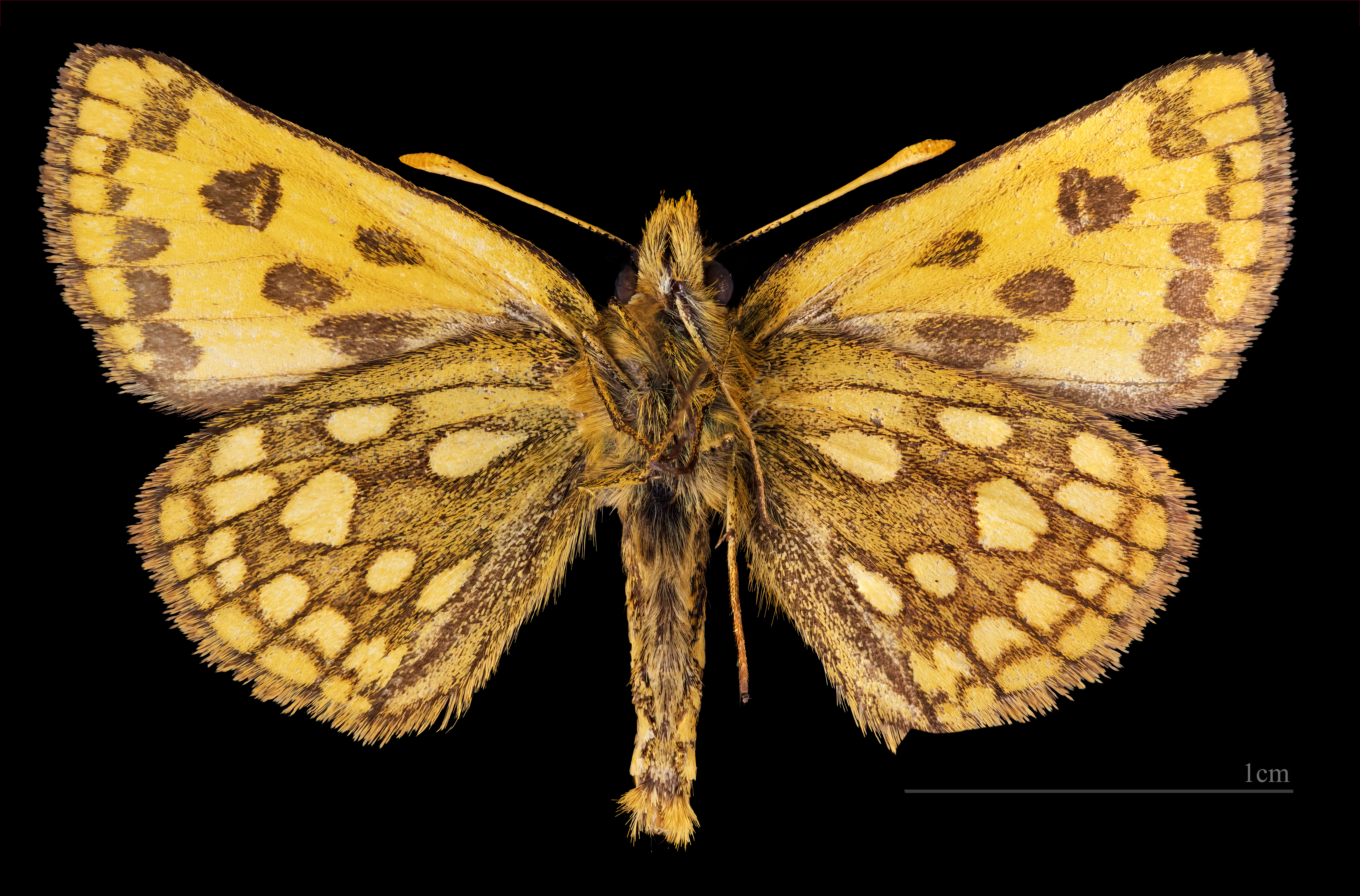
♂ △
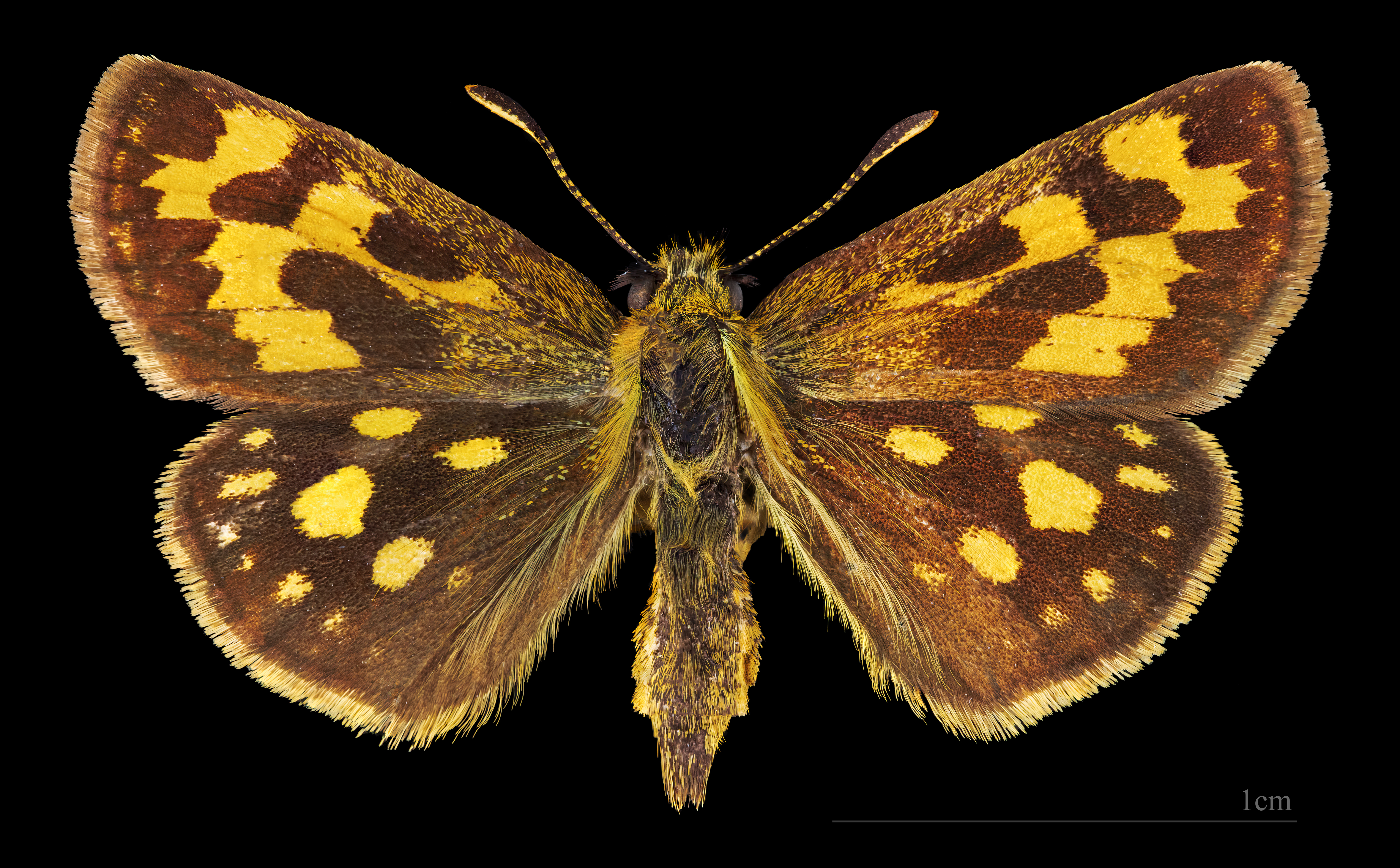
♀
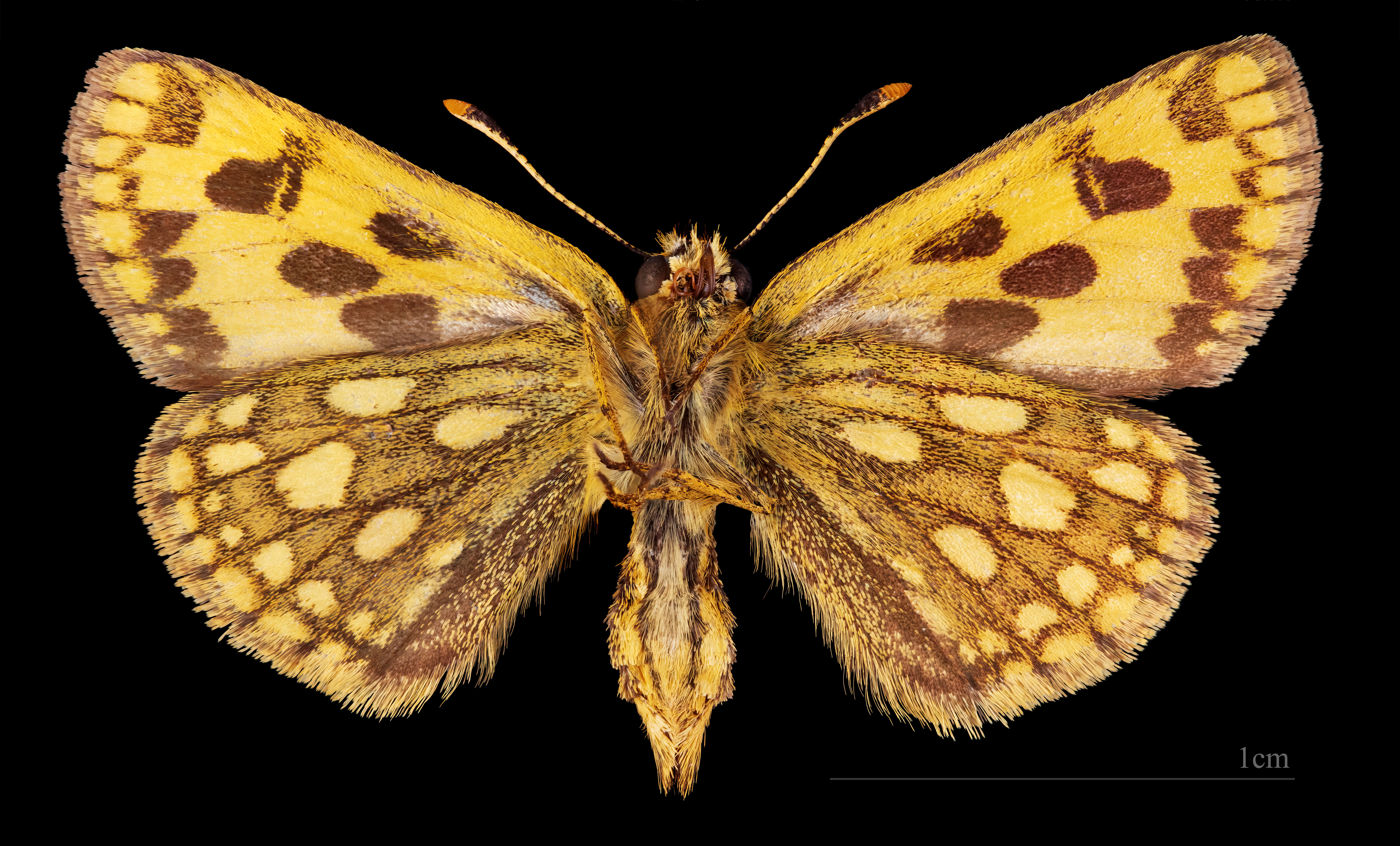
♀ △

## Спосіб життя
Трапляється на лісових галявинах, просіках, узліссі. Гусінь живиться на злакових травах.